# Labordia hirtella
Labordia hirtella är en tvåhjärtbladig växtart som beskrevs av Horace Mann. Labordia hirtella ingår i släktet Labordia och familjen Loganiaceae. IUCN kategoriserar arten globalt som nära hotad. Inga underarter finns listade i Catalogue of Life.